# Stałe Przedstawicielstwo RFN w NRD w Berlinie

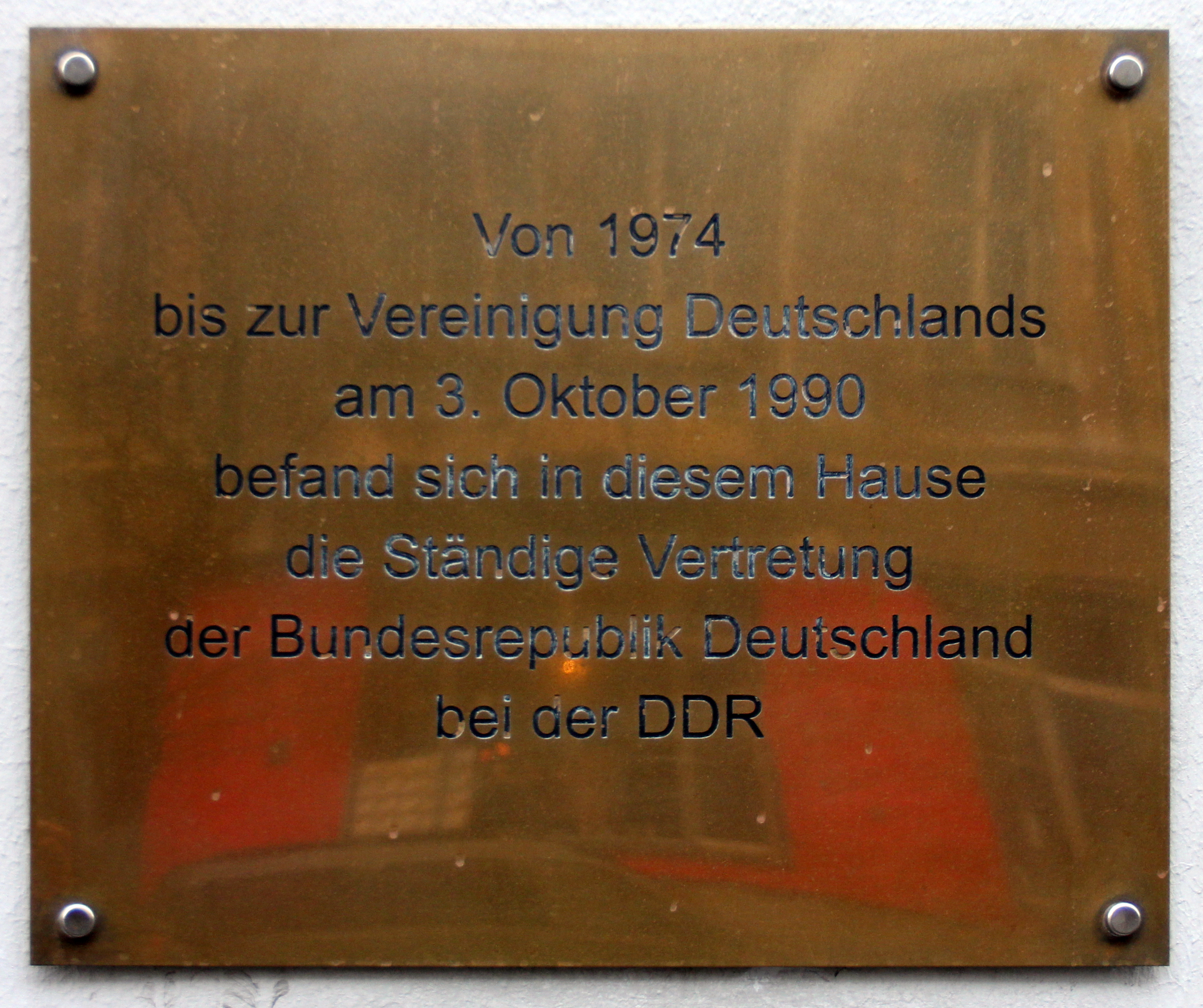
Tablica informująca o zajmowaniu budynku przy Hannoversche Str. 30 przez Stałe Przedstawicielstwo RFN w NRD (1974-1990)

Stałe Przedstawicielstwo RFN w NRD (Ständige Vertretung der Bundesrepublik Deutschland bei der Deutschen Demokratischen Republik in Ostberlin – StäV) – przedstawicielstwo dyplomatyczne funkcjonujące w latach 1974–1990.

## Historia
Stały przedstawiciel był akredytowany przy przewodniczącym Rady Państwa NRD w randze sekretarza stanu w Kancelarii Kanclerskiej RFN i przydzielony do Urzędu Spraw Zagranicznych tegoż kraju (Auswärtiges Amt – AA).
Szef urzędu w Berlinie pełnił funkcję ambasadora RFN w NRD, chociaż celowo unikano wymieniania tej funkcji, ponieważ ze względu na wymóg zjednoczenia obu państw w konstytucji RFN, NRD była całkowicie oddzielnym bytem od RFN, a więc nigdy nie została prawnie uznana.
W okresie istnienia Stałego Przedstawicielstwa w Berlinie obywatele NRD wielokrotnie uciekali do jego siedziby, aby w ten sposób opuścić NRD do Republiki Federalnej. W 1984 i 1989 r. stałe przedstawicielstwo w Berlinie musiało zostać czasowo zamknięte, ponieważ schroniło się tam odpowiednio 55 i 131 obywateli NRD. Większość tych spraw została rozwiązana w sposób oczekiwany przez zainteresowane osoby. W związku z tymi incydentami teren był obserwowany przez patrole Policji Ludowej (Volkspolizei) oraz funkcjonariuszy Ministerstwa Bezpieczeństwa Państwowego.

## Stali przedstawiciele
- 1974–1981 – Günter Gaus (1929-2004)
- 1981–1982 – Klaus Bölling(inne języki) (1928-2014)
- 1982–1989 – Hans-Otto Bräutigam(inne języki) (1931-)
- 1989–1990 – Franz Bertele(inne języki) (1931-2019)

## Siedziba
Mieściła się przy Hannoversche Strasse 28-30 (1974-1990). Budynek był dla mieszkańców Berlina Wschodniego tzw. „białym domem” („Weißes Haus“) i „Obiektem 499” („Objekt 499“) dla Ministerstwa Bezpieczeństwa Państwowego.
Budynek został wzniesiony w latach 1912–1914 jako koszary dla kompanii karabinów maszynowych 1. Pułku Grenadierów Gwardii im. Cesarza Aleksandra (Kaiser Alexander Garde-Grenadier-Regiment Nr. 1) i 2. Pułku Gwardii Piechoty (2. Garde-Regiment zu Fuß). W 1938 r. mieściła się tu szkoła policji (Polizeischule Mitte). W 1948 r. Sowiecka Administracja Wojskowa w Niemczech (Sowjetische Militäradministration in Deutschland – SMAD) przekazała gmach Akademii Nauk i służył Instytutowi Inżynierii Lądowej, następnie Niemieckiej Akademii Budownictwa (1951-1973). W 1974 r. budynek został zaadaptowany na Stałe Przedstawicielstwo. Od zjednoczenia Niemiec służy Federalnemu Ministerstwu Oświaty i Badań Naukowych. Od 1995 budynek jest uznanym za zabytek. Rezydencja Stałych Przedstawicieli znajdowała się w dzielnicy Pankow przy Kuckhoffstraße 41/43.